# Ad-Damir
Ad-Damir (àrab: الدَامَرْ, ad-Dāmir) és una ciutat del Sudan, a la vora del riu Nil, que és capital de la wilaya de Nahr an-Nil. Està situada a uns 10 quilòmetres d'Atbara (situada al nord) i uns 50 quilòmetres de Shendi (al sud) amb les quals està unida per tren. Té uns 90.000 habitants. La població viu de l'agricultura; hi ha un petit nombre de funcionaris; el comerç es limita als productes bàsics.